# Менгельберг, Виллем
Ви́ллем Ме́нгельберг (нидерл. Willem Mengelberg; 28 марта 1871, Утрехт — 22 марта 1951, Цуорт, Швейцария) — нидерландский дирижёр немецкого происхождения.

## Биография
Виллем Менгельберг был четвёртый из пятнадцати детей в семье голландско-немецкого скульптора Фридриха Вильгельма Менгельберга. Начальное музыкальное образование он получил в Утрехте у композитора и дирижёра Рихарда Хола, композитора Антона Аверкампа и скрипача Генри Вильгельма Петри. Достигнув определённого мастерства в исполнении на фортепиано и органе, был направлен в Кёльнскую консерваторию, где обучался у Изидора Зайсса (фортепиано) и Франца Вюльнера (дирижирование), изучая также орган, сольное пение и композицию.
Окончив консерваторию в 1891 году с первыми премиями по дирижированию, фортепиано и композиции, Менгельберг был назначен генеральным музикдиректором в Люцерне: он дирижировал оркестром и хором, был директором музыкальной школы, преподавал фортепиано и занимался сочинением музыки. В 1895 году по рекомендации Вюльнера получил место руководителя оркестра Консертгебау в Амстердаме. На последнем концерте своего предшественника, Виллема Кеса, Менгельберг выступил как солист в Первом фортепианном концерте Листа, а вскоре сам встал за пульт, продирижировав Пятой симфонией Бетховена. Бессменно руководя оркестром в течение пятидесяти лет, Менгельберг сделал из него коллектив высочайшего класса, вошедший в число ведущих мировых оркестров, и сыграл с ним немало знаменательных премьер, например симфоническую поэму «Жизнь героя» Р. Штрауса (1898, посвящена Менгельбергу и оркестру), Второй скрипичный концерт Бартока (1939, с З. Секеем) и «Вариации к венгерской народной песне „Павлин“» З. Кодая (1939).
Менгельберг заложил в оркестре традицию исполнения музыки Густава Малера, с которым познакомился и подружился в 1902 году. Через год он пригласил Малера продирижировать в Амстердаме его Третьей симфонией, а в 1904 году посвятил его творчеству цикл концертов, причем Четвёртая симфония в одном из концертов прозвучала дважды — в исполнении Менгельберга и под управлением автора Такую необычную программу, возможно, придуманную Менгельбергом, композитор в письме к жене назвал гениальной. Тесно сотрудничая с Консертгебау, Малер редактировал некоторые свои симфонии в процессе их репетиций с оркестром, корректируя звучание в соответствии с акустикой зала Консертгебау. В 1920 году Менгельберг провёл Малеровский фестиваль, на котором в течение девяти концертов были исполнены все сочинения композитора.
В 1899 году накануне Вербного воскресенья под управлением Менгельберга состоялось исполнение «Страстей по Матфею» Баха, ставшее многолетней традицией.
Будучи знакомым со многими современными ему композиторами, Менгельберг активно пропагандировал их сочинения, часто исполняя их в своих концертах, однако это почти не касалось музыки нидерландских композиторов, за что дирижёр был подвергнут критике.
В 1920 году Менгельберг учредил Фестиваль музыки Малера, на котором вся музыка композитора исполнялась в девяти концертах.
Фред Гольдбек описывал Менгельберга как «идеального диктатора / дирижера, Наполеона оркестра». В последующие годы его поведение стало экстремальным.
В 1922 Менгельберг возглавил Нью-Йоркский филармонический оркестр. С 1926 делил должность главного дирижёра с Артуро Тосканини, из-за творческих разногласий с которым в 1928 году вынужден был уйти из оркестра.
В 1928 году Менгельберг получил почётную степень Колумбийского университета, а в 1934 стал профессором музыки в университете Утрехта.
Самые противоречивые аспекты биографии Менгельберга — его поведение и действия во время нацистской оккупации Нидерландов в 1940—1945 гг. В интервью нацистской газете Менгельберг заявил, что, услышав о сдаче Нидерландов немцам, поднял за это бокал шампанского. Во время войны дирижёр давал концерты в Германии и оккупированных странах и фотографировался с деятелями нацизма, например с А. Зейсс-Инквартом. В 1945 году Почётный музыкальный совет Нидерландов наложил пожизненный запрет на выступления Менгельберга на территории страны. В 1947 году, рассмотрев апелляцию, Совет сократил срок запрета до шести лет; в том же году королева Вильгельмина лишила дирижёра Почётной золотой медали. В 1949 году Амстердамский городской совет лишил Менгельберга пенсии, которую он получал за свои заслуги перед оркестром. Менгельберг уехал в Швейцарию, где и умер за два месяца до официального снятия запрета.

## Награды
- Рыцарь ордена Нидерландского льва (1907).
- Гранд-офицер ордена Оранских-Нассау (1934)[6].
- Командор ордена Оранских-Нассау (1920)[6].
- Офицер ордена Оранских-Нассау (1903).
- Рыцарь ордена Оранских-Нассау (1898).
- Золотая Почётная медаль искусств и наук[нидерл.] (1913, Нидерланды).
- Серебряная Почётная медаль искусств и наук[нидерл.] (1907, Нидерланды).
- Командор ордена Короны (1932, Бельгия).
- Командор ордена Леопольда II (1932, Бельгия).
- Командор ордена Почётного легиона (1932, Франция).
- Командор ордена Короны Италии (1914, Италия).
- Великий офицер ордена Святого Григория Великого (1939, Ватикан).
- Командор ордена Изабеллы Католической (1932, Испания).
- Командор ордена Данеброг (1914, Дания).